# Ranzenthal
Ranzenthal ist ein Gemeindeteil der Stadt Auerbach in der Oberpfalz im Landkreis Amberg-Sulzbach in Bayern. Das Dorf liegt etwa sechs Kilometer nördlich der Stadt.  

## Geschichte
Ranzenthal war eine Gemeinde mit den Gemeindeteilen Espamühle, Hagenohe, Leiten, Ligenz, Mühldorf und Ortlesbrunn. Letzteres war zwischen 1950 und 1961 vorübergehend Gunzendorf zugeordnet. Durch die Gemeindegebietsreform wurde die Gemeinde Ranzenthal zum 1. Mai 1978 in die Stadt Auerbach der Oberpfalz eingegliedert.
Im Zuge der Dorferneuerung wurde in Ranzenthal das Gelände am Dorfplatz zu einem gemeinschaftlichen Treffpunkt für die Dorfbewohner umgestaltet, wobei auch der Dorfbrunnen neu gestaltet und ein Pavillon errichtet wurde. Zudem wurde eine Quelle gefasst, welche der Speisung des Dorfbrunnens dienen soll. Auch die Ortskapelle wurde durch Pflanzungen optisch aufgewertet.